# Stjernetegn
Et stjernetegn eller soltegn er en af 12 lige dele af ekliptika, som vestlig astrologi traditionelt anvender. Hver stjernetegn er inddelt i 30° af ekliptika, og de 12 dele udgør således tilsammen 360°. Stjernetegn anvendes, når der lægges et horoskop. Startpunktet for denne inddeling plejer at udgå fra Solens position ved forårsjævndøgn. Stjernetegnene er navngivet efter de stjernebilleder, der i antikkens Grækenland lå indenfor de respektive pladser i Zodiac. Stjernetegnene passer månemånedmæssigt med den babylonske kalender, undtagen med dennes skudmåned.

## Oversigt over stjernetegnene
Tabellen viser de styrende planeter, de fire klassiske elementer, de tre kvaliteter og den tilknyttede periode i kalenderåret
| Stjernetegn | Stjernetegn  | Grader    | Element | Kvalitet  | Styrende himmellegeme | Periode                     |
| ----------- | ------------ | --------- | ------- | --------- | --------------------- | --------------------------- |
|             | Vædderen     | 1°–30°    | Ild     | Kardinal  | Mars                  | 21. marts – 19. april       |
|             | Tyren        | 31°–60°   | Jord    | Fast      | Venus                 | 20. april – 21. maj         |
|             | Tvillingerne | 61°–90°   | Luft    | Bevægelig | Merkur                | 22. maj – 21. juni          |
|             | Krebsen      | 91°–120°  | Vand    | Kardinal  | Månen                 | 22. juni – 22. juli         |
|             | Løven        | 121°–150° | Ild     | Fast      | Solen                 | 23. juli – 22. august       |
|             | Jomfruen     | 151°–180° | Jord    | Bevægelig | Merkur                | 23. august – 22. september  |
|             | Vægten       | 181°–210° | Luft    | Kardinal  | Venus                 | 23. september – 22. oktober |
|             | Skorpionen   | 211°–240° | Vand    | Fast      | Mars/Pluto            | 23. oktober – 22. november  |
|             | Skytten      | 241°–270° | Ild     | Bevægelig | Jupiter               | 23. november – 21. december |
|             | Stenbukken   | 271°–300° | Jord    | Kardinal  | Saturn                | 22 december – 20 januar     |
|             | Vandmanden   | 301°–330° | Luft    | Fast      | Saturn/Uranus         | 21. januar – 18. februar    |
|             | Fiskene      | 331°–360° | Vand    | Bevægelig | Neptun/Jupiter        | 19. februar – 20. marts     |

## De fire elementer
Hver stjernetegn er forbundet med ét af de fire klassiske elementer, vand, ild, jord og luft. Ild og luft er positive eller ekstroverte tegn hvorimod vand og jord er negative introverte feminine tegn.

## De tre kvaliteter
Stjernetegn inddeles tillige i tre grupper, kaldet de tre kvaliteter eller de tre dynamikker. Hver af de tre kvaliteter afspejler tre forskellige grundtilgange til livet. De tre forskellige kvaliteter er : Kardinal, fast og bevægelig. Hver af de tre kvaliteter indeholder et stjernetegn fra hver af de fire elementer. 
De tre kvaliteter indeholder følgende stjernetegn:
- Kardinal: Vædderen, Krebsen, Vægten og Stenbukken.
- Fast: Tyren, Løven, Skorpionen og Vandmanden.
- Bevægelig: Tvillingerne, Jomfruen, Skytten og Fiskene.

## Stjernetegnenes symboler
Hvert tegn betegnes med et særligt symbol som angivet i tabellen nedenfor. Udover stjernetegnets  danske navn er angivet den latinske eller græske betegnelse. Siden den oprindelige inddeling har  stjernebillederne flyttet sig ca.  30° i forhold til Jorden, hvorfor det reelt er det stjernebillede, der ligger før det foregående tegn som i dag er inden for inddelingen. Det er dog ikke alle astrologer, der tager hensyn til denne diskrepans. Nedenunder er den kalendariske periode som hvert stjernetegn traditionelt omfatter med en vis variation fra år til år angivet:
- Vædderen – Aries
(21 marts – 19 april)
- Tyren – Taurus
(20 april – 21 maj)
- Tvillingerne – Gemini
(22 maj – 21 juni)
- Krebsen – Cancer
(22 juni – 22 juli)
- Løven – Leo
(23 juli – 22 august)
- Jomfruen – Virgo
(23 august – 22 september)
- Vægten – Libra
(23 september – 22 oktober)
- Skorpionen – Scorpio
(23 oktober – 22 november)
- Skytten – Sagittarius
(23 november – 21 december)
- Stenbukken – Capricornus
(22 december – 19 januar)
- Vandmanden – Aquarius
(20 januar – 18 februar)
- Fiskene – Pisces
(19 februar – 20 marts)

## Eksterne links
- Wikimedia Commons har flere filer relateret til Stjernetegn